# Canal de Caen à la Mer
Canal de Caen à la Mer ("Kanal fra Caen til havet"; også kaldet "Caen-kanalen") er en lille kanal i departementet Calvados i Frankrig, som forbinder havnen i Caen med byen Ouistreham og Den engelske kanal.
Kanalen forløber fraløber i nord-nord-østlig retning fra Caen parallelt med Orne-floden, som føder den med vand. Kanalen er 14 km lang, og indeholder to sluser. Udgravningen påbegyndtes i 1837, og da den blev åbnet den 23. august 1857 var den kun 4 meter dyb. Den blev uddybet i 1920. Kanalen begyndte med et bassin (Bassin Saint-Pierre) i centrum af Caen. Kanalen består af en række kajer og bassiner. Den nuværende vanddybde er 10 meter, og kanalen er bredden når 200 meter i bassinet ved Calix.
Kajen ved Blainville-sur-Orne er over 600 meter lang. Den fungerer er den fjerdestørste franske havn for import af eksotisk træ, som fortrinsvis kommer fra Guineabugten. Der lastes og losses også jern, kunstgødning, kul og byggematerialer. Havnen eksperterer korn, der er avlet i området, og har en silokapacitet på 33.000 tons.
En af de to sluser ved havnen i Ouistreham ved kanalens munding kan rumme skibe, som er mere end 200 meter lange. 
Ved Blainville ligger der en fabrik for Renault lastbiler. Fabrikken ligger på den anden side af kanalen i forhold til byen mod sydøst mellem kanalen og Orne-floden. På den anden side af floden i forhold til fabrikken ligger byen Colombelles.
Kanalen passerer forbi Château de Bénouville. Den berømte Pegasusbro (alias "Ham"), fra D-dag, 6. juni 1944, krydsede kanalen ved landsbyen Bénouville. Kanalen blev anset for at være både taktisk og strategisk vigtig i de indledende faser af slaget om Normandiet, da den lå på den østlige flanke af det allierede brohoved. Broen blev udskiftet i 1994. Den gamle bro blev herefter opstillet ved det nærliggende Pegasusbro museum.

## Kanal ruten
(Fra mundingen til afslutningen)
- Ouistreham
- Bénouville
- Blainville-sur-Orne
- Colombelles
- Hérouville-Saint-Clair
- Caen

49°11′N 0°21′V / 49.183°N 0.350°V